# Stern-Gerlach-experimentet
Stern-Gerlach-experimentet visar att rörelsemängdsmomentet är kvantiserat, d.v.s. kan bara anta diskreta värden, i kvantmekanik. Speciellt är experimentet viktigt för förståelsen av spinn, även om detta kom ett par år efter det ursprungliga försöket föreslaget 1921 av Otto Stern och genomfört 1922 av Walther Gerlach.
I experimentet hettas silveratomer upp till gasfas och skickas genom ett magnetfält. Silveratomen har 47 elektroner, varav 46 paras ihop med motsatt magnetiskt moment så att de tar ut varandra. Hela atomen får alltså samma magnetiska moment som den 47:e elektronen. Det magnetiska momentet kan vara i alla riktiningar, och när atomen kommer in i magnetfältet kröks banan beroende på vinkeln mellan magnetiskt moment och fältet, varefter den detekteras på en skärm. Enligt klassisk fysik kan vinkeln anta vilka värden som helst och silveratomerna borde spridas ut jämnt över skärmen. Resultatet av experimentet är dock att silveratomerna samlas i två smala band, vilket förklaras kvantmekaniskt genom att endast två riktningar av det magnetiska momentet är tillåtna (mot nordpolen respektive sydpolen). Spinn är proportionellt mot det magnetiska momentet och är alltså också kvantiserat. Det kan anta värdena
{\displaystyle S=\pm {\frac {\hbar }{2}}}
i magnetfältets rikting.

## Historia
Stern-Gerlach-experimentet gjordes för att testa en variant av Bohrs atommodell. Detta var flera år innan någon hypotes om spinn, så det rörde sig enbart om att testa kvantisering av banröresemängdsmomentet. Senare, när Schrödingerekvationen togs fram, som generellt sett är en mycket bättre modell än Bohrs modell, förutsåg ekvationen felaktigt att väte skulle ha noll magnetiskt moment i grundtillståndet. Genom att genomföra Stern-Gerlach-experimentet med väte istället för silver, och få samma utfall (väte har bara en oparad elektron, så den bestämmer atomens spinn), stod det klart att ekvationen inte var komplett. Wolfgang Pauli modifierade Schrödingerekvationen så att den var giltlig för spinn-1/2-partiklar (med Paulimatriser), och 1928 visade Paul Dirac att spinn är en konsekvens av den relativistiska Diracekvationen.